# Evonymopsis
Evonymopsis é um género botânico pertencente à família Celastraceae.